# ジョエル・ペティファー
ジョエル・ペティファー（Joel Pettyfer、1987年2月21日 - ）は、イングランドのプロレスラー。デヴォン州エクセター出身。
ジョエル・レッドマン（Joel Redman）のリングネームで知られる。

## 来歴

### インディー団体
少年時代からプロレスラーになることを志し、地元であるデヴォン州のデヴォン・ジュニア・レスリング・アライアンスにてトレーニングを開始。また、レスリング技術を磨くためにRBWエクセター・トレーニング・セントレやVPWスクール・オブ・エクセレンスといったインディー団体が受け持つレスリングアカデミーにも通い、ジョエル・レッドマン（Joel Redman）のリングネームでVPW（Varsity Pro Wrestling）にてプロレスラーデビューを果たす。
2006年よりプレミア・プロモーション（Premier Promotions）を中心にイギリス国内のインディー団体で活動するようになり、2007年にはマーク・ハスキンスとのザ・スリラーズ（The Thrillers）なるタッグチームを結成して活躍。2008年6月にはNOAHのEuropean Navigation '08にて青木篤志とシングルマッチで対戦し、時間切れドローになっている。
2009年、ハスキンスとドイツの団体であるwXwに参戦し、wXw世界タッグ王者であるダグラス・ウィリアムス & マーティン・ストーンに挑戦するも敗戦。同年にはプレミア・プロモーションにてトーナメントであるケン・ジョイス・トロフィー2009に出場した際、準決勝で後にWWEの傘下団体であるNXTでトレーナーを務めることになるロビー・ブルックサイドと対戦するが敗れている。

### WWE

#### FCW / NXT
2012年、WWEのトライアウトに参加し合格。ディベロップメント契約を結び入団。傘下団体であるFCWにてオリバー・グレイ（Oliver Grey）のリングネームで所属。8月にはFCWが新人発掘番組であるNXTと統合し、新生NXTに移行。トレーニングを中心にしてきたが、12月13日のハウスショーでエイドリアン・ネヴィルとタッグを組んでアクセル・キーガン & ダンテ・ダッシュと対戦したことがきっかけでネヴィルとブリティッシュ・アンビション（British Ambition）なるタッグチームを結成して勝利。
2013年1月より創設されたNXTタッグチーム王座を争うトーナメントに出場し、一回戦の3MB、準決勝のカシアス・オーノ & レオ・クルーガー、そして決勝でワイアット・ファミリーを破り初代王者となった。しかし、NXTタッグ王座奪取後に腕を負傷し、ワイアット・ファミリーからの襲撃を受けたことで長期欠場するアングルが組まれた。
2014年1月3日、NXT Liveにて復帰。ダニー・バーチとタッグを組んでジェイソン・ジョーダン & メイソン・ライアンと対戦するも敗戦。同月29日、NXTに出場し、マーカス・ルイスと対戦して勝利した。4月よりNXTにてプロモーションを開始し、バックステージでのインタビューを受け、カマーチョとの抗争を展開されるなどプッシュされるかと思われていたが、5月1日にWWEから解雇となった。

### インディー団体
WWE解雇後、2014年5月25日、イングランドのRPW（Revolution Pro Wrestling）にてリングネームをジョエル・レッドマンに戻して復帰。復帰第一戦目ながらRPWブリティッシュクルーザー級王座を保持するジョシュ・ボドムに挑戦するも敗戦し、ベルトを奪取するに至らなかった。6月15日、RPW Summer Sizzler 2014にてWWE時代に共に活動したマーティン・ストーンとイングランズ・コーリング（England's Calling）なるタッグチームを結成し、RPWブリティッシュタッグ王座を保持するザ・カーテル（テリー・フレイザー & シャー・サミュエルズ）に挑戦。勝利してベルトを奪取した。8月、TNAがイギリスにて行ったブリティッシュブートキャンプに参加。10月18日、RPW Uprising 2014にて新日本プロレスに所属するオカダ・カズチカと対戦。善戦するもオカダのフィニッシャーであるレインメーカーを喰らい敗れた。
2015年10月3日、RPWと新日本プロレスの合同イベントであるGlobal Wars UKにて、ハスキンスとのスリラーズでテンコジ（天山広吉 & 小島聡）と対戦するが敗戦した。
2019年4月、全日本プロレスのチャンピオン・カーニバルに初出場。

## 得意技
旋回式ツームストーン・パイルドライバー
フジワラアームバー
ニーバー
フィニッシャー
ツイステッドブレーンバスター
スーパープレックス
ダブル・パワーボム
ランニングパワースラム
トリプルローリング・ジャーマンスープレックス
スーパーキック
ドロップキック
コーナー串刺しドロップキック

## 獲得タイトル
WWE
- NXTタッグ王座 : 1回

w / エイドリアン・ネヴィル
RPW
- RPWブリティッシュタッグ王座 : 1回

w / マーティン・ストーン
RQW（Real Quality Wrestling）
- RQWタッグ王座 : 1回

w / マーク・ハスキンス
他、イギリス国内のインディー団体を中心に多数のタイトルを獲得。